# Remollon
 Remollon  es una población y comuna francesa, situada en la región de Provenza-Alpes-Costa Azul, departamento de Altos Alpes, en el distrito de Gap y cantón de Chorges.

## Demografía
| 399 | 295 | 259 | 278 | 332 | 398 |
| Para los censos de 1962 a 1999 la población legal corresponde a la población sin duplicidades (Fuente: INSEE [Consultar]) |     |     |     |     |     |